# Charltona kala
Charltona kala là một loài bướm đêm trong họ Crambidae.